# جيمس دبليو. ستون
جيمس دبليو. ستون (بالإنجليزية: James W. Stone)‏ هو محامي وسياسي أمريكي، ولد في 1813 في الولايات المتحدة، وتوفي في 13 أكتوبر 1854. حزبياً، نشط في الحزب الديمقراطي. وقد انتخب عضو مجلس النواب الأمريكي.